# Pierre Étienne Monachon
Pierre Étienne Monachon (Lucens, Zwitserland 1731-1811) was van 1801 tot 1808 burgemeester (maire) van Maastricht tijdens de Franse bezetting van Maastricht.
Monachon was een boerenzoon en kapitein van een Zwitsers regiment in Maastricht (voor 1794).
Hij was commissaris van het Directoire Exécutif (uitvoerend bewind) bij de municipaliteit van Maastricht (1797-1800), lid van de gemeenteraad (1800-1801), voorzitter van de burgerhospitalen (1804-1805) en voorzitter van de kamer van Koophandel (1804-1808). Na zijn aftreden werd hij tot zijn dood locoburgemeester van Maastricht (1808-1811)
Monachon was niet geliefd door zijn uitgesproken republikeinse houding.